# Seitenwechsel (2021)
Seitenwechsel (Originaltitel Passing) ist ein Filmdrama von Rebecca Hall, das Ende Januar 2021 beim Sundance Film Festival seine Premiere feierte und am 10. November 2021 weltweit in das Programm von Netflix aufgenommen wurde. Der Film basiert auf dem gleichnamigen Roman von Nella Larsen aus dem Jahr 1929.

## Handlung
Clare Bellew und Irene Redfield, zwei afroamerikanische Frauen, die beide als Weiße „durchgehen“ könnten, leben 1929 in New York.

## Literarische Vorlage

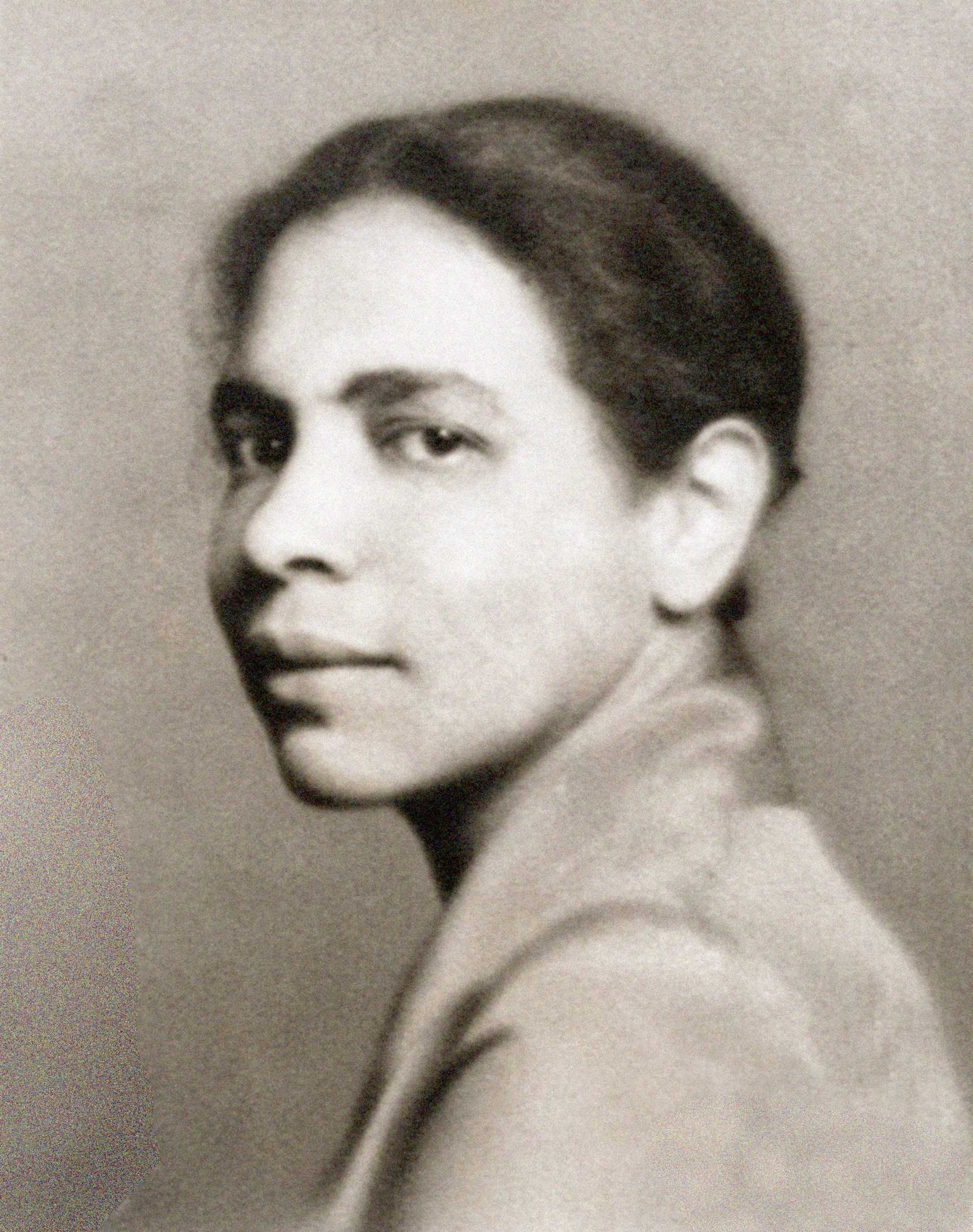
Der Film basiert auf dem Roman Passing von Nella Larsen

Der Film basiert auf dem 1929 erschienenen Roman Passing von Nella Larsen, einer afroamerikanischen Schriftstellerin, die der literarischen Bewegung der Harlem Renaissance angehörte. Es handelt sich bei Passing um ihren zweiten Roman. Dieser gilt als einer der bekanntesten Romane der Harlem Renaissance, einer New Yorker Bewegung, die den Aufstieg schwarzer Schriftsteller, Künstler und Darsteller feierte.
In dem in den 1920er Jahren hauptsächlich im New Yorker Stadtteil Harlem angesiedelten Roman erkundet Larsen anhand ihrer attraktiven Protagonistinnen Irene Redfield und Clare Kendry das Leben zweier Afroamerikanerinnen, die aufgrund ihrer Hellhäutigkeit als „Weiße“ in der weißen Gesellschaft bestehen können. Clare Kendry hat einen reichen weißen Mann geheiratet. Um ihr Bedürfnis nach der Gesellschaft mit Schwarzen zu befriedigen, erneuert sie ihre Freundschaft mit Irene Redfield, die mit einem Arzt verheiratet ist, zwei Söhne und ein schönes Heim hat. Ihr Mann Brian gehört der schwarzen Elite Harlems an. Während Clare immer mehr Zeit in Harlem verbringt, gestaltet sich ihr Wunsch nach Kontakt zu „ihresgleichen“ wegen ihres rassistischen Mannes John zunehmend schwierig. Clare gilt als Verräterin an ihrer „Rasse“, da sie sich ein komplett „weißes“ Leben aufgebaut hat und sich selbst ihr ganzes Leben vorgelogen hat, weiß zu sein. Irene hingegen wird in der Harlemer Gesellschaft respektiert.
Unter Passing, abgeleitet vom Englischen „to pass for“ oder „to pass as“ für „als … durchgehen“ oder „sich als … ausgeben“, versteht man das soziologische Phänomen, dass die soziale Identität einer Person, so etwa ihr Geschlecht, die ethnische Zugehörigkeit, die sexuelle Orientierung oder eine körperliche Behinderung, von Außenstehenden nicht erkannt wird und die Person damit nicht den mit dieser Identität verbundenen gesellschaftlichen Erwartungen, Normen und Rechten unterliegt.

## Produktion

### Stab und Biografisches
„Das Brillante an dem Buch ist, dass es diese Mehrdeutigkeit und Universalität besitzt. Es transzendiert die Dinge, [...] und es geht darin im Großen und Ganzen eher darum, wie unser Inneres nicht mit unserem Äußeren übereinstimmt.“

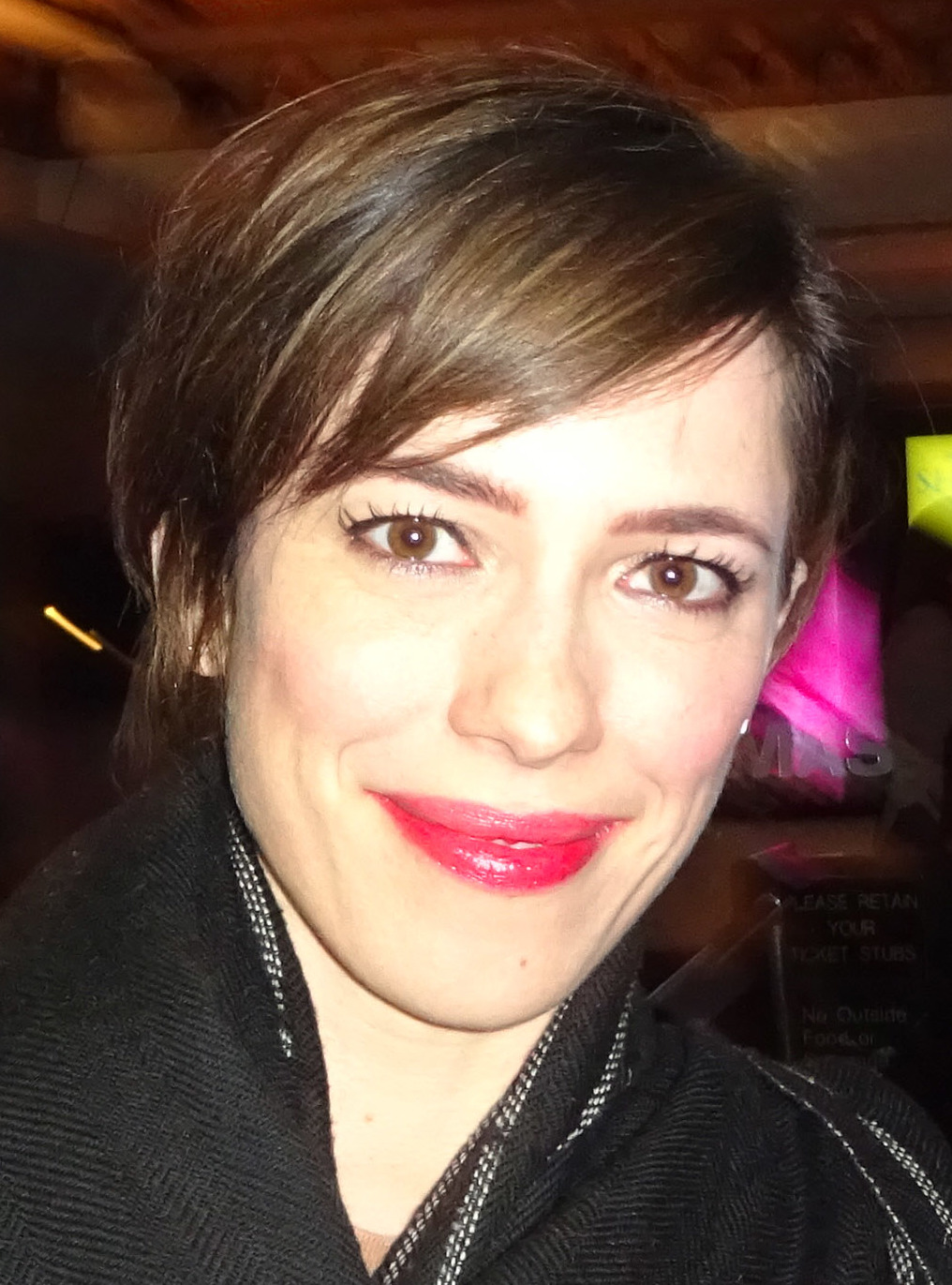
Passing ist Rebecca Halls Regiedebüt. Sie adaptierte auch Nella Larsens Roman

Es handelt sich bei Seitenwechsel um das Regiedebüt der Schauspielerin Rebecca Hall, die auch Larsens Roman für den Film adaptierte. Die aufgrund ihrer Mutter Maria Ewing auch zur afroamerikanischen Gemeinde gehörende Hall, die in Filmen überwiegend als weiße Frau besetzt wurde, sagte 2018 einem Interview mit Deadline, sie sei auf Larsens Roman gestoßen, als sie versuchte ihre eigene Familiengeschichte aufzuarbeiten. So stelle ihr Film auch eine Erkundung
einer Geschichte dar, zu der sie nie wirklich Zugang hatte. Hall hatte erst ein paar Jahre zuvor erfahren, dass ihr Großvater mütterlicherseits, der vor ihrer Geburt starb, schwarz war. Zu ihrer Arbeit am Film und dem Erkenntnisgewinn sagte sie: „Es hat mir sicherlich geholfen, die Tatsache zu akzeptieren, dass Identität hoffnungslos komplex und oft situativ bestimmt ist. [...] Ich denke, dass es mir sicherlich geholfen hat, ein gewisses Maß an Zweideutigkeit und Paradoxon in mich aufzunehmen.“
Hall war beim Lesen des Romans nach eigenen Aussagen überwältigt von der Kapazität des Buches, seiner Mehrdeutigkeit und seiner thematischen Resonanz bis in die heutige Zeit hinein, und stellte sich bereits beim Schreiben des Drehbuchs die Geschichte in Schwarzweiß und im Seitenverhältnis 4:3 vor.

### Besetzung, Synchronisation und Dreharbeiten
| Darsteller              | Synchronsprecher   | Rolle  |
| ----------------------- | ------------------ | ------ |
| Tessa Thompson          | Nurcan Özdemir     | Irene  |
| Ruth Negga              | Yvonne Greitzke    | Clare  |
| Alexander Skarsgård     | Sascha Rotermund   | John   |
| André Holland           | Tim Knauer         | Brian  |
| Gbenga Akinnagbe        | Tommy Morgenstern  | Dave   |
| Antoinette Crowe-Legacy | Katharina Spiering | Felise |
| Bill Camp               | Wolfgang Müller    | Hugh   |
| Ethan Barrett           | Thoralf Theusner   | Junior |
| Justus Davis Graham     | Luca Hinz          | Ted    |
| Ashley Ware Jenkins     | Esra Vural         | Zulena |

Ruth Negga übernahm die Rolle von Clare Bellew, Tessa Thompson ist in der Rolle von Irene „Rene“ beziehungsweise „Reenie“ Redfield zu sehen. Alexander Skarsgård spielt Clares weißen Ehemann John, André Holland Irenes Ehemann Brian.
Die deutsche Synchronisation entstand nach einem Dialogbuch von Sabine Kaever und der Dialogregie von Elisabeth von Molo im Auftrag der Christa Kistner Synchronproduktion GmbH, Berlin.
Passing wurde in Schwarzweiß gedreht, in einem Seitenverhältnis von 4:3, wie alte Hollywood-Filme aus der Zeit, in der er spielt, um einerseits Nahaufnahmen zu ermöglichen, andererseits auch die selbst auferlegten Grenzen in der abgeschlossenen und zugleich scheinbar sicheren Welt, die die Protagonistin für sich wählt, erfahrbar zu machen. Als Kameramann fungierte Eduard Grau.

### Filmmusik und Veröffentlichung
Die Filmmusik komponiert Devonté Hynes. Das Soundtrack-Album mit 11 Musikstücken soll am 10. November 2021 von Lakeshore Records als Download veröffentlicht werden.
Eine erste Vorstellung erfolgte am 30. Januar 2021 beim Sundance Film Festival. Ende September, Anfang Oktober 2021 wird er beim New York Film Festival gezeigt, im weiteren Verlauf des Monats beim Chicago International Film Festival und beim Busan International Film Festival. Am 27. Oktober 2021 soll der Film in ausgewählte US-Kinos kommen und am 10. November 2021 weltweit in das Programm von Netflix aufgenommen werden.

## Rezeption

### Altersfreigabe und Kritiken
In Deutschland wurde der Film von der FSK ab 12 Jahren freigegeben, kann aber von Kindern ab 6 Jahren in Begleitung eines Elternteils beziehungsweise Personensorgeberechtigten im Kino besucht werden. In der Freigabebegründung heißt es, der Film enthalte mehrere dramatische und bedrohliche Szenen, die alle im Zusammenhang mit Rassismus stehen, der klar negativ besetzt ist. Körperliche Gewalt werde nur dezent ins Bild gerückt, und es komme mehrfach auch zu rassistischem Sprachgebrauch, der von Jugendlichen ab 12 Jahren jedoch in den historischen Kontext eingeordnet und kritisch hinterfragt werden könne.
Der Film stieß bislang auf die Zustimmung von 90 Prozent aller Kritiker bei Rotten Tomatoes bei einer durchschnittlichen Bewertung mit 7,7 von 10 möglichen Punkten. Auf Metacritic erhielt der Film einen Metascore von 85 von 100 möglichen Punkten.

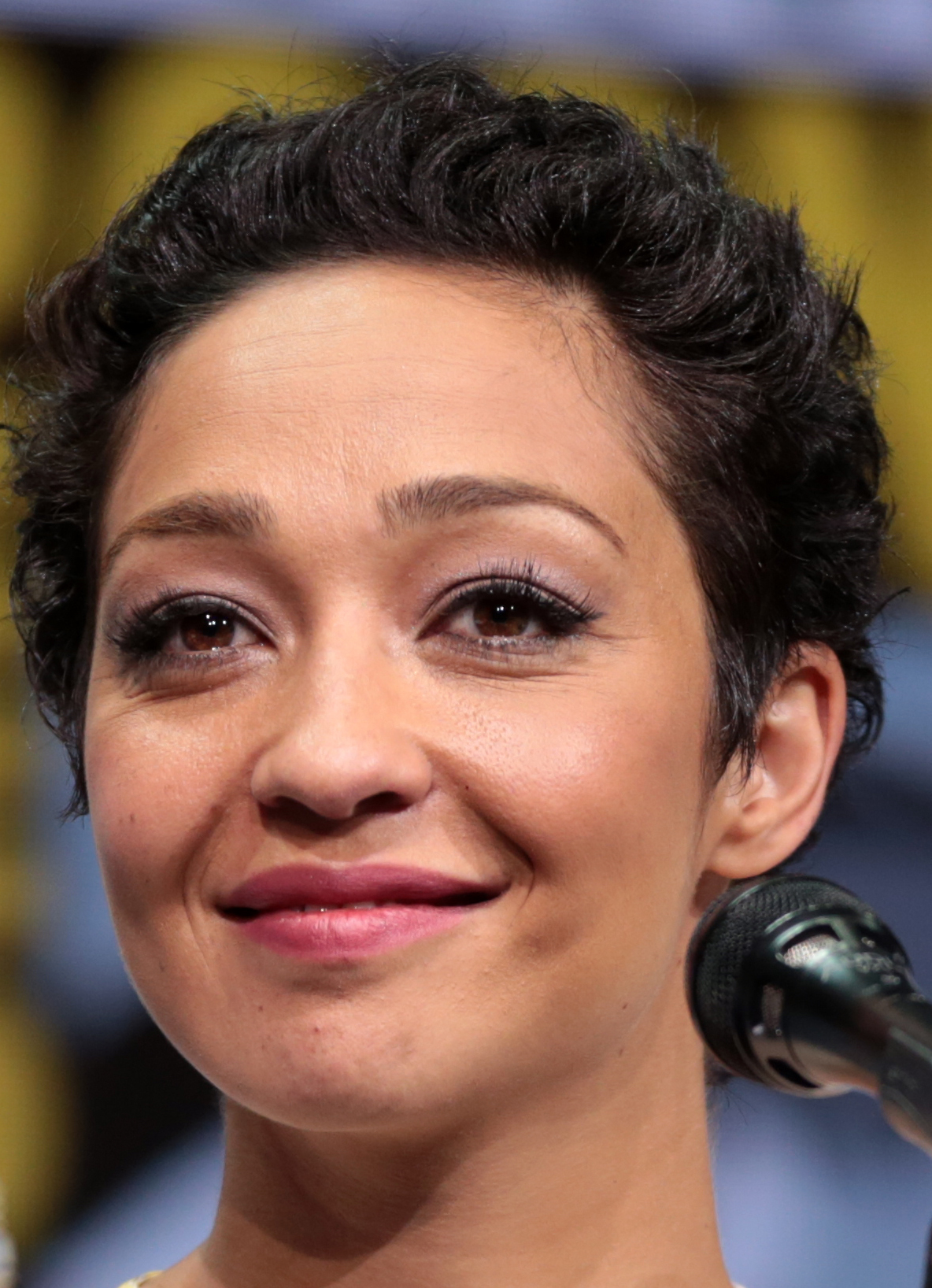
Ruth Negga spielt Clare

Kate Erbland von IndieWire erklärt, Passing stelle auch die Frage, wer in bestimmten Räumen zugelassen wird, wer der Gatekeeper dieser Räume ist und was passiert, wenn Menschen entweder aus freiem Willen oder durch eine äußere Kraft aus ihnen hinausgeworfen werden. Auch die Frage einer möglichen Rückkehr in diese Kreise stelle sich der Film. Wenn Clare die Nähe zu den Redfields suche und so in das Leben in Harlem eintauchen könne, auch wenn alle denken, sie sei weiß, mache sie dies frei, und sie könne endlich wieder die Dinge genießen, die sie so lange aus ihrem Leben verbannt hat. Wie Nella Larsen in ihrem Roman lasse auch Rebecca Hall in ihren beeindruckenden Regiedebüt einen homoerotischen Subtext einfließen, der schließlich Eifersucht und Verderben Platz macht. Sowohl Clare als auch Irene seien „zweirassig“ und hätten jede für sich eine Entscheidung getroffen, in welcher Welt sie leben wollen. Ähnliche Fragen stellen sich für Erbland daher auch in Bezug auf die sexuelle Identität, so, ob man diese einfach wählen kann.
David Katz vom Online-Filmmagazin Cineuropa schreibt, Hall habe einen Großteil der Dialoge zwischen den Figuren aus dem ursprünglichen Roman von Nella Larsen übernommen, jedoch keinen Ersatz für den inneren Monolog der Hauptfigur Irene gefunden, deren Dilemmata im Buch eindringlich und greifbar sind. Sie überspringe auch deren Pläne, ihren unwillkommenen Ex-Freund aus ihrem Leben zu entfernen und steuere den Film direkt auf sein vorhersehbares Ende zu.

### Einsatz im Unterricht
Das Onlineportal kinofenster.de empfiehlt Seitenwechsel ab der 10. Klasse für die Unterrichtsfächer Englisch, Deutsch, Sozialkunde/Gemeinschaftskunde, Geschichte und Kunst und bietet Materialien zum Film für den Unterricht. Dort schreibt Jan-Philipp Kohlmann, mit den Themen Rassismus, Identität und US-Geschichte biete Seitenwechsel zahlreiche Anknüpfungspunkte für den Unterricht. Der Film begegne dem historischen Stoff mit einer Perspektive, die von gegenwärtigen Identitäts- und Rassismusdiskursen geprägt sei. Einerseits deute der Film an, welche rechtlichen, politischen und sozialen Implikationen die Kategorisierung von Menschen als Schwarze und Weiße hatte. Andrerseits stelle er das historische Konzept „Rasse“ am Beispiel der Figuren in Frage. Dies könne im Geschichts- oder Sozialkundeunterricht an konkreten Filmszenen, etwa dem Dialog zwischen Irene, Clare und ihrem Mann John, erarbeitet werden.

### Auszeichnungen (Auswahl)
Im IndieWire Critics Poll des Jahres 2021 landete Seitenwechsel auf dem neunten Platz. Im Folgenden weitere Auszeichnungen und Nominierungen.
Black Reel Awards 2021

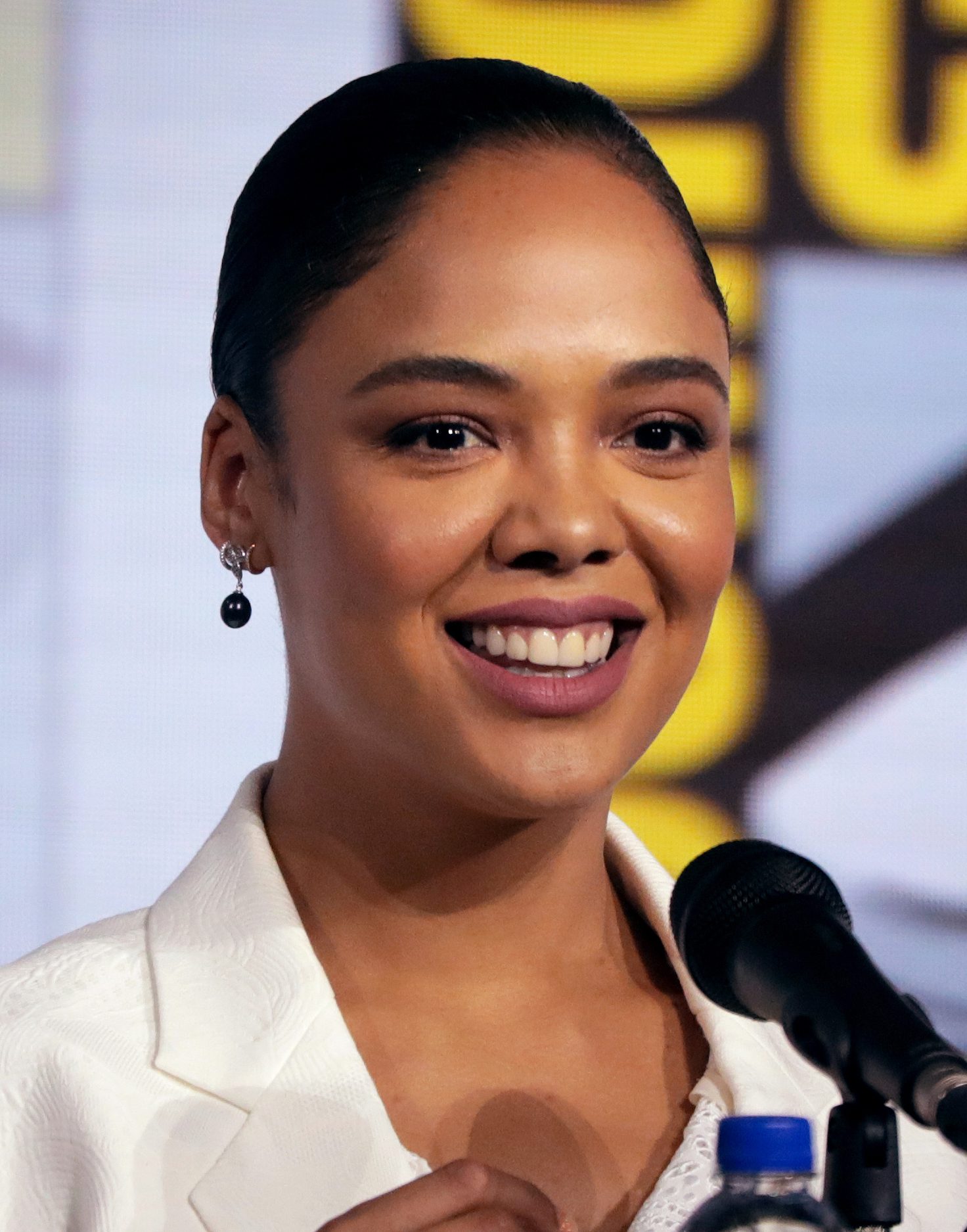
Tessa Thompson spielt Irene

- Nominierung als Bester Film (Nina Yang Bongiovi, Forest Whitaker, Rebecca Hall und Margot Hand)
- Nominierung für die Beste Regie (Rebecca Hall)
- Nominierung für die Beste Nachwuchsregie (Rebecca Hall)
- Nominierung für das Beste Drehbuch (Rebecca Hall)
- Nominierung für das Beste Drehbuchdebüt (Rebecca Hall)
- Nominierung als Beste Hauptdarstellerin (Tessa Thompson)
- Nominierung als Bester Nebendarsteller (Andre Holland)
- Nominierung als Beste Nebendarstellerin (Ruth Negga)
- Nominierung für das Beste Ensemble
- Nominierung für die Beste Kamera (Edu Grau)
- Nominierung für das Beste Szenenbild (Nora Mendis)
- Nominierung für die Beste Filmmusik (Devonté Hynes)
- Nominierung für die Besten Kostüme (Marci Rodgers)[29]

British Academy Film Awards 2022
- Nominierung als Bester britischer Film
- Nominierung für die Beste Nachwuchsleistung (Rebecca Hall)
- Nominierung als Beste Hauptdarstellerin (Tessa Thompson)
- Nominierung als Beste Nebendarstellerin (Ruth Negga)

Camerimage 2021
- Nominierung als Bestes Regiedebüt (Rebecca Hall)[30]

Directors Guild of America Awards 2022
- Nominierung für die Beste Regie – Spielfilmdebüt (Rebecca Hall)[31]

Golden Globe Awards 2022
- Nominierung als Beste Nebendarstellerin (Ruth Negga)

Gotham Awards 2021
- Nominierung als Bester Film
- Nominierung für die Beste Nachwuchsregie (Rebecca Hall)
- Nominierung für das Beste Drehbuch (Rebecca Hall)
- Nominierung als Beste Hauptdarstellerin (Tessa Thompson)
- Nominierung als Beste Nebendarstellerin (Ruth Negga)[32]

Independent Spirit Awards 2022
- Auszeichnung als Beste Nebendarstellerin (Ruth Negga)
- Auszeichnung für die Beste Kamera (Edu Grau)[33]

London Critics’ Circle Film Awards 2021
- Auszeichnung für die Beste britische Nachwuchsregie (Rebecca Hall)
- Auszeichnung als Beste Nebendarstellerin (Ruth Negga)[34]

National Society of Film Critics Awards 2022
- Auszeichnung als Beste Nebendarstellerin (Ruth Negga)

NewFest 2021
- Auszeichnung mit dem U.S. Narrative Feature Jury Award[35]

Satellite Awards 2021
- Nominierung für das Beste adaptierte Drehbuch (Rebecca Hall und Nella Larsen)
- Nominierung als Beste Nebendarstellerin (Ruth Negga)[36]

Savannah Film Festival 2021
- Auszeichnung mit dem Spotlight Award (Ruth Negga)[37]

Screen Actors Guild Awards 2022
- Nominierung als Beste Nebendarstellerin (Ruth Negga)

Sundance Film Festival 2021
- Nominierung im U.S. Dramatic Competition (Rebecca Hall)

USC Scripter Awards 2022
- Nominierung für das Beste Filmdrehbuch (Rebecca Hall)[38]